# ハイルサルメー
ハイルサルメー（ドイツ語:Heilsarmee）あるいはタカサ（Takasa）は、スイスの音楽バンドである。2013年5月にスウェーデンのマルメで開催されるユーロビジョン・ソング・コンテスト2013にスイス代表として出場した。